# 1822direkt
Die 1822direkt Gesellschaft der Frankfurter Sparkasse mbH ist eine hundertprozentige Tochtergesellschaft der Frankfurter Sparkasse in der Rechtsform einer Gesellschaft mit beschränkter Haftung mit Sitz in Frankfurt am Main.

## Organisationsstruktur
Die 1822direkt ist selbst kein Kreditinstitut, sondern tritt als Vertriebsgesellschaft für die Direktbanking-Produkte der Frankfurter Sparkasse auf. Als Vertriebsgesellschaft wird die 1822direkt nicht in der Liste zugelassener Kreditinstitute der Bundesanstalt für Finanzdienstleistungsaufsicht geführt, aber dennoch durch sie beaufsichtigt.

## Geschichte

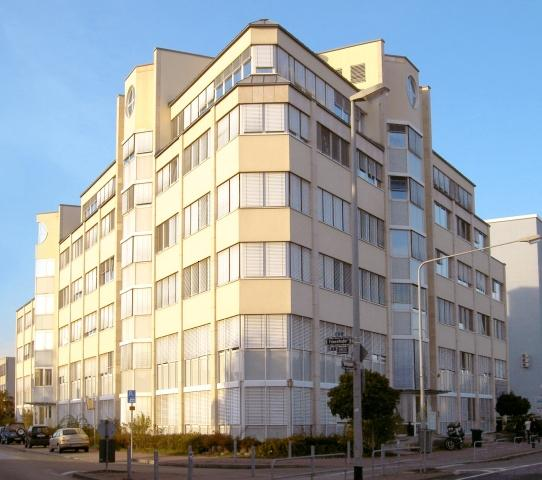
Sitz der 1822direkt

Die 1822direkt wurde am 28. September 1996 als Tochtergesellschaft der Frankfurter Sparkasse gegründet. Der Name leitet sich vom Gründungsjahr der Sparkasse 1822 ab. Seit der Übernahme der Frankfurter Sparkasse durch die Helaba Landesbank Hessen-Thüringen im August 2005 gehört auch die 1822direkt zum Konzern der Landesbank Hessen-Thüringen.

Historische Logos
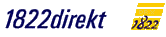
1996–2006
2006–2012
2012–2020
Logo seit 2020

## Produkte
Als Vertriebsgesellschaft der Frankfurter Sparkasse bietet sie Bankprodukte für Privatkunden per Internet und Telefon an.
Das Produktportfolio der 1822direkt umfasst neben Tagesgeld-, Giro- und Depotkonten auch Festgeld- sowie unterschiedliche Wertpapieranlagen. Außerdem bietet die 1822direkt Ratenkredite, Baufinanzierungen und individuelle Versicherungsangebote für ihre Kunden. Seit Oktober 2017 gibt es das Produkt 1822MOBILE, bei dem zunächst ausschließlich mit mobilen Endgeräten gearbeitet werden konnte. Zum Februar 2025 wurde die Vermarktung dieses Produkts eingestellt, die bestehenden Kontenmodelle für Girokonten wurden bei Neukunden durch das Produkt GiroDirekt abgelöst. Zum August 2020 wurde ein Mindestgeldeingang auf einem Girokonto von 700 € eingeführt. 
Als Vertriebs- und Tochtergesellschaft der Frankfurter Sparkasse mit einem einheitlichen Kontonummernsystem kann ebenfalls gleichberechtigt deren Bankleitzahl 500 502 01 genutzt werden. Diese wird auch zur Bildung der Internationalen Bankkontonummer (IBAN) genutzt.
In einer Studie des Deutschen Instituts für Service-Qualität vom Frühjahr 2017 belegte die Direktbank den ersten Platz.

## Institutssicherung
Als Tochtergesellschaft der Frankfurter Sparkasse, der viertgrößten Sparkasse Deutschlands, gehört auch die 1822direkt dem institutssichernden Haftungsverbund der Sparkassen-Finanzgruppe an. Dieser ist seit dem 3. Juli 2015 als Einlagensicherungssystem nach dem Einlagensicherungsgesetz (EinSiG) anerkannt.